# Ґосьоґавара

40°48′29″ пн. ш. 140°26′24″ сх. д. / 40.80806° пн. ш. 140.44000° сх. д.
Ґосьоґава́ра (яп. 五所川原市, ごしょがわらし, МФА: [goɕogawaɾa ɕi̥]) — місто в Японії, в префектурі Аоморі.

## Короткі відомості
Розташоване в західній частині префектури Аоморі, на теренах Цуґарської рівнини. Виникло на основі сільських поселень раннього нового часу. Засноване 1 жовтня 1954 року шляхом об'єднання містечка Омаґарі з селами Каміока, Нісі-Сембоку, Накасен, Кьова, Сембоку й Ота. Основою економіки є сільське господарство, харчова промисловість, комерція. В місті розташована розвилка загальнояпонської залізниці JR та Цуґарської електрички. Станом на 1 жовтня 2007 площа міста становила 404,58 км². Станом на 1 липня 2008 населення міста становило 60 185 осіб.